# Andrea Mormanno
Andrea Mormanno (* im 15. oder 16. Jahrhundert; † im 16. oder 17. Jahrhundert) war ein italienischer Architekt.

## Leben und Werke
Mormanno war von 1564 bis 1573 Stadtarchitekt von Neapel. In den Jahren 1563 bis 1568 baute er eine Straße von Neapel nach Salerno samt einer Brücke über die Molina, 1573 den Palazzo de Tomar.
Er soll nach Ernest Lémonons Angaben ein Sohn des Architekten und Orgelbauers Giovanni Donadio di Mormanno gewesen sein, der ebenfalls in Neapel tätig war. Seine (Andreas) Tochter Diana soll 1526 Giovan Francesco de Palma, einen Schüler des Vaters geheiratet haben, der sich nach seinem Lehrer und Ziehvater ebenfalls den Beinamen Mormanno zugelegt hatte.
Nach anderen Angaben war Diana die Tochter Giovanni Donadio di Mormannos und di Palma wurde 1526 dessen Schwiegersohn. Nach den dortigen Angaben war Mormanno bis Ende 1572 für die Gemeinde Neapel tätig und für den Bau der Straße bekannt.